# Rilievo

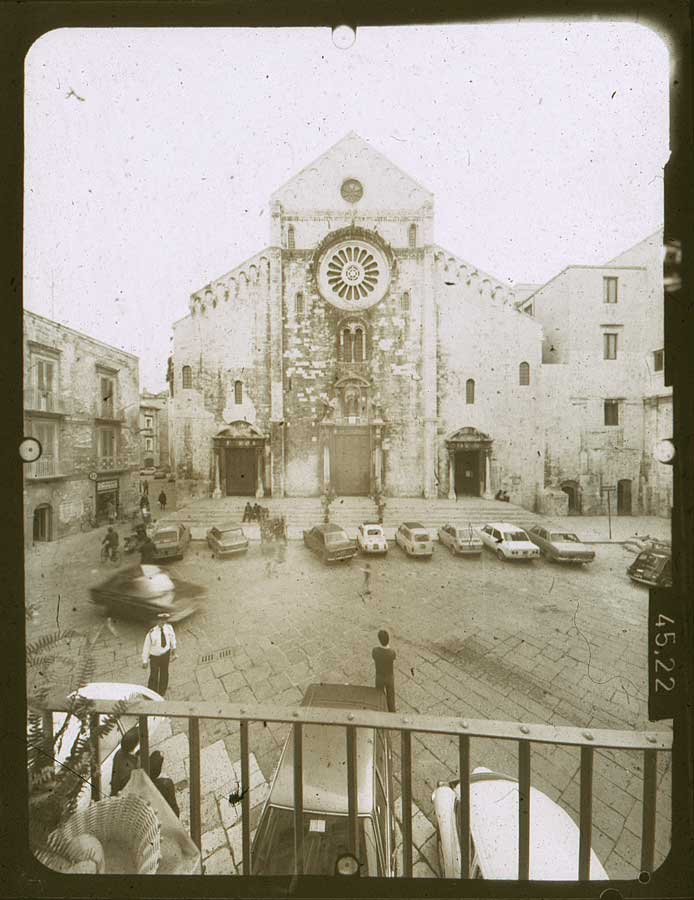
Rilievo della cattedrale di Bari (1978), per mezzo di una fotografia

Il rilievo è un processo della geometria descrittiva, avente lo scopo di rappresentare un manufatto architettonico in tutte le sue parti.
Questo processo utilizza documentazioni (di ubicazione, catastali, di conservazione) e rilievi storici già esistenti, schizzi quotati, documentazioni fotografiche e disegni tecnici. Le principali finalità di un rilievo architettonico sono:
- lo studio e la didattica;
- il restauro;
- la costruzione e la riqualificazione;
- la stima.

## Fasi del rilievo
Un rilievo eseguito in maniera scientifica deve essere condotto due più fasi:
- la ripresa, durante la quale avviene, sul campo, l'acquisizione delle informazioni.
- la restituzione, che riguarda l'utilizzazione delle informazioni raccolte, generalmente finalizzate alla rappresentazione dell'edificio in pianta, prospetto e sezione. Con l'arrivo delle tecniche digitali di rappresentazione, oggi si parla di modellazione stereometrica, grazie alla quale è possibile disporre di un modello tridimensionale digitale, dal quale ricavare tutte le rappresentazioni piane, prima disegnate a mano.

## Rilievo diretto
Il rilievo diretto, la cui origine risale alla notte dei tempi, è quello che offre maggior garanzie, perché consente di toccare con mano il manufatto e, specialmente se eseguito direttamente dall'architetto, assicura l'acquisizione di informazioni valide. Per contro richiede tempi lunghi e risulta particolarmente pericoloso quando si tratta di rilevare elementi architettonici difficilmente raggiungibili o pericolanti.
Le principali fasi della ripresa del rilievo diretto sono:
1. Fase preliminare di individuazione della strumentazione tecnica a disposizione per il rilievo (metro rigido o pieghevole, filo a piombo, rotella metrica gergalmente detta bindella, livella ad acqua o canna d'acqua[1])
2. Sopralluogo e progetto del rilievo: individuazione dei piani di sezione che si vogliono rappresentare (orizzontali per le piante e verticali per le sezioni e i prospetti).
3. Preparazione degli eidotipi[2], schizzi preparatori in proiezione ortogonale di piante (di tutti i piani dell'edificio), prospetti (di ogni facciata), eventuali sezioni e dettagli costruttivi. Viene realizzato di norma a mano libera oppure su una pianta già esistente, anche se approssimativa.
4. Definizione dei piani di sezione orizzontale mediante la "battitura" del piano da eseguirsi con livelle ad acqua o laser.
5. Misurazioni dal vero, acquisite con strumenti analogici o digitali. Se si dispone di strumenti che sono in grado di misurare solo le lunghezze e non gli angoli, è necessario che le misure vengano eseguite con il metodo della trilaterazione o attraverso le coordinate ortogonali.
  - il metodo delle trilaterazioni consiste nel determinare ogni punto notevole del perimetro planimetrico da rilevare, come vertice di un triangolo avente un lato appartenente alla cosiddetta retta di base r. Questo procedimento sfrutta la proprietà dei triangoli secondo cui nota la lunghezza dei lati è nota anche l'ampiezza degli angoli;
  - il metodo delle coordinate ortogonali in esso si stabilisce una retta base b, in modo che sia, quanto possibile, parallela ad un lato l del perimetro dell'edificio da rilevare e, sulla retta b, si proiettano ortogonalmente i punti di tale lato l. Ciascun punto P di l viene individuato attraverso due coordinate, rispettivamente, quella della distanza di P dalla retta base b, detta ordinata, e quella della distanza di P'(proiezione di P) da un punto fisso o della retta base b, detta ascisse. Pertanto il punto fisso o viene detto origine della retta base, per cui conviene posizionarlo in modo che coincida con la proiezione del estremo sinistro di tale lato l.
6. Una volta acquisite le misurazioni esse devono essere annotate sull'eidotipo per mezzo di un corretto sistema di quotatura.

### Esempi

#### Rilevamento dell'angolo retto

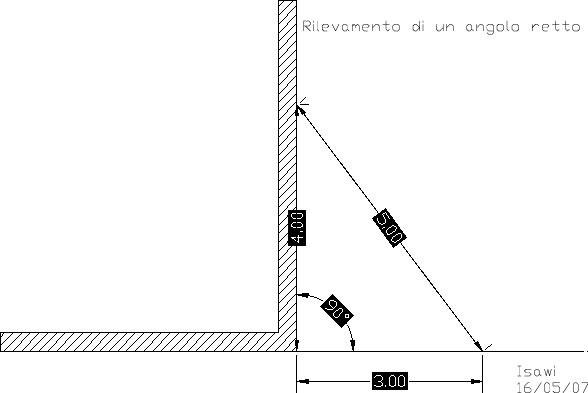

Si prendono due misure di 3 e 4 unità, rispettivamente, sui cateti dell'angolo da rilevare: se l'ipotenusa risulta 5 unità, significa che tale angolo è retto, dunque di 90°.

#### Trilaterazione del cerchio
Sono sufficienti tre punti per disegnare una circonferenza Φ, tuttavia la costruzione reale di una circonferenza Φ (come base di una superficie conica) non corrisponde proprio ad una circonferenza ma ad una spezzata che approssima Φ. La procedura per rilevare Φ, consiste nel trilaterare i vertici di Φ rispetto a due (o più) punti di una retta base.
Il termine punto base significa che esso fa da centro di un fascio proprio di rette (stella propria di rette) passanti per un numero sufficiente di punti dell'oggetto da rilevare.

#### Trilaterazione di una superficie conica K
Procedimento
- si individua il perimetro d'imposta come sezione orizzontale di K eseguita con un piano orizzontale;
- si divide una direttrice Omega di K, in numero sufficiente di punti (ad esempio 1 2 3 4 5)
- si divide un'altra direttrice Delta di K, in numero doppio rispetto alla suddivisione precedente (1'2'3' ... 10')
- congiungendo i punti di Omega con quelli di Delta, in modo da formare progressivamente un reticolo triangolare. Il rilevamento di tale reticolo (1_1_'2') può avvenire considerando ciascun triangolo come sezione di un prisma retto che ha base sullo stabilito piano di riferimento orizzontale (come il piano di calpestio). Gli spigoli di ogni prisma possono essere materializzati con il filo a piombo.
- Una volta ottenuti i dati numerici rilevati, si può passare alla modellazione geometrica di una superficie poliedrica che approssima quella oggettiva K.

## Rilievo indiretto
Si basa sull'utilizzo di strumenti elettronici o ottici per fotografare o misurare i vari componenti di un edificio. Ha il vantaggio che l'operatore può rimanere a una relativa distanza dal manufatto e che le misure acquisite risultano particolarmente precise. Alcuni strumenti utilizzati sono il teodolite, per misurare gli angoli, il tacheometro, per misurare le distanze, il distanziometro laser, per misurare volumi e superfici e la stazione totale, che riunisce le precedenti tecnologie. Altre tecniche di rilevamento indiretto sono:

### Laser scanner 3D

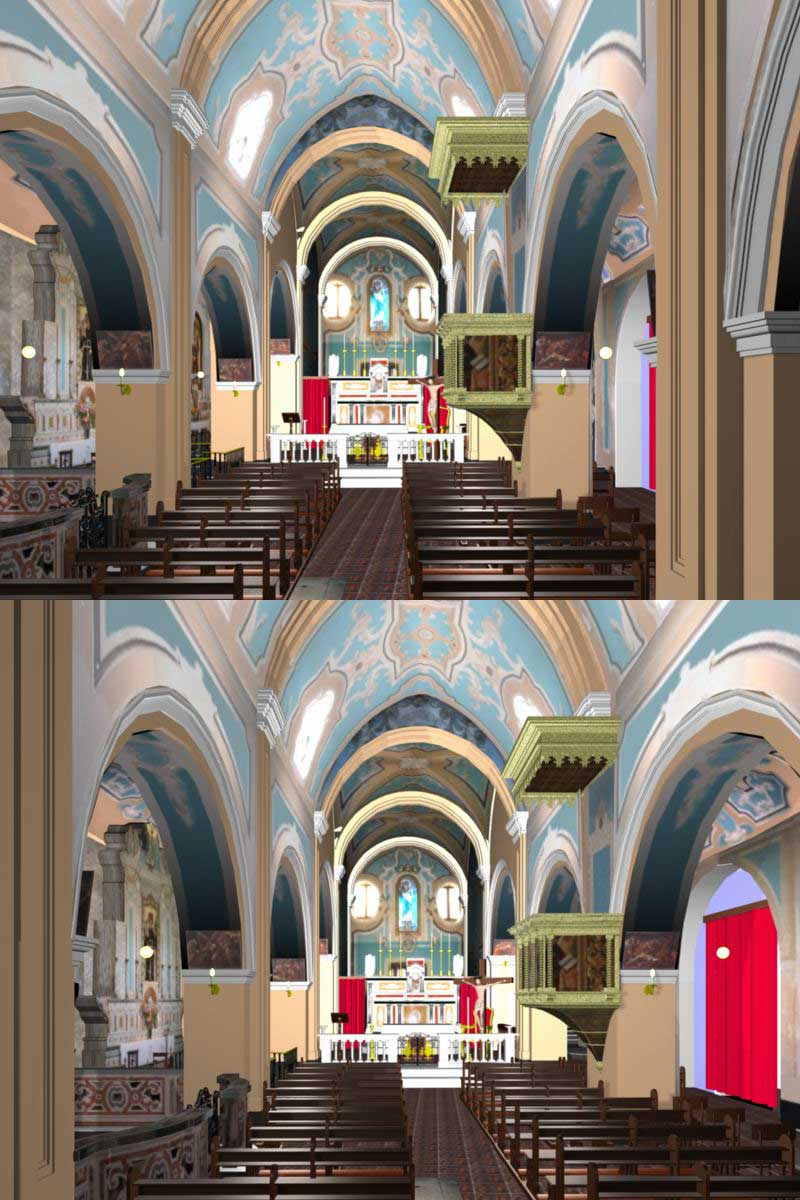
Modello stereometrico della chiesa di S. Antonio a Mola di Bari (2004)

Il rilievo con il laser scanner 3D, effettuando una scansione dell'edificio, ci offre le coordinate spaziali di un insieme di punti, detto nuvola di punti appartenenti all'edificio, dai quali è possibile ottenere, con software dedicati, le rappresentazioni grafiche desiderate.

### Rilievo fotogrammetrico

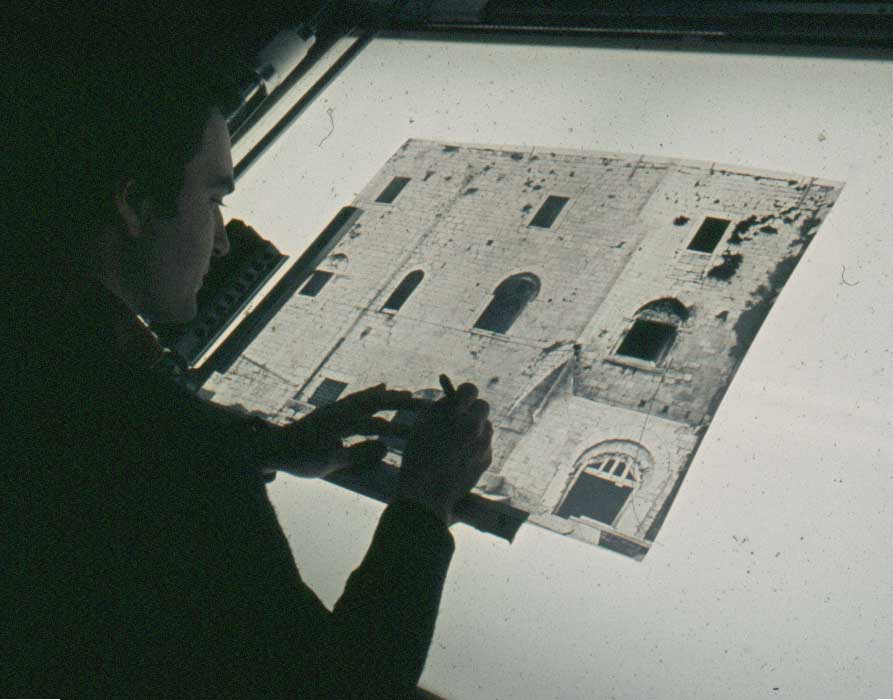
Fotomosaico: cortile interno del Castello di Barletta (1976)

Il rilievo fotogrammetrico ha un secolo di vita e può considerarsi la via di mezzo tra il rilievo diretto ed il laser scanner 3D. Infatti questo tipo di rilievo ci mette a disposizione una serie di immagini fotografiche stereo misurabili nelle tre dimensioni, acquisite grazie a una camera metrica o a una camera stereometrica che trasformano l'immagine prospettica in immagine ortogonale. In pratica offre i vantaggi del laser scanner 3D per quanto riguarda la ripresa, che avviene in tempi brevissimi e consente di stare a distanza dall'oggetto rilevato, e quelli del rilievo diretto per quanto riguarda la restituzione, che può essere fatta anche a distanza di anni. Le immagini possono essere prese da terra oppure montando una camera metrica su un aeromobile a pilotaggio remoto (APR, o anche detto drone), riducendo i problemi di distorsione ed eliminando i processi di post elaborazione delle immagini ricavate che non dovranno essere ortogonalizzate. È possibile, grazie allo sviluppo tecnologico della sensoristica che ha portato alla commercializzazione di sensori di dimensioni ridotte ma di qualità elevata, montare sull'APR, oltre alla camera metrica (contemporaneamente o da sola), anche una termocamera per ottenere informazioni relative al degrado del materiale che caratterizza il manufatto in analisi.

## Rilevazioni finalizzate al restauro dell'edificio

### Rilievo tecnologico e strutturale
È volto alla comprensione e restituzione grafica dei dettagli costruttivi della fabbrica: materiali e modalità costruttive dei muri, materiali e modalità costruttive dei solai, materiali e modalità costruttive degli impianti.

### Rilievo dello stato fessurativo e del degrado
Consiste nell'analizzare e graficizzare lo stato di degrado del manufatto, sia quello superficiale, necessario a indirizzare il progetto di restauro delle superfici, sia quello delle strutture portanti che, insieme ad eventuali sondaggi e sulla base del rilievo strutturale, consente di valutare le effettive capacità portanti residue dell'edificio da restaurare e di considerare l'ipotesi di intervenire con consolidamenti.

## Galleria d'immagini

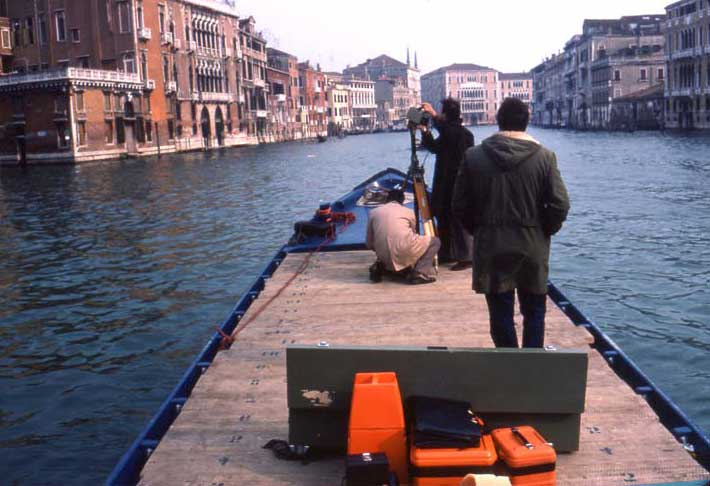
Rilievo fotogrammetrico di palazzo Guerini Dubois, a Venezia nel 1980
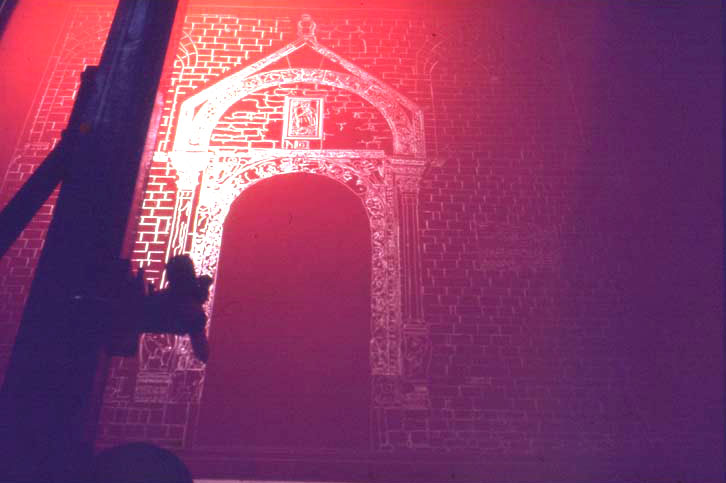
Rilievo fotogrammetrico del portale della Basilica di S. Nicola a Bari (1974)
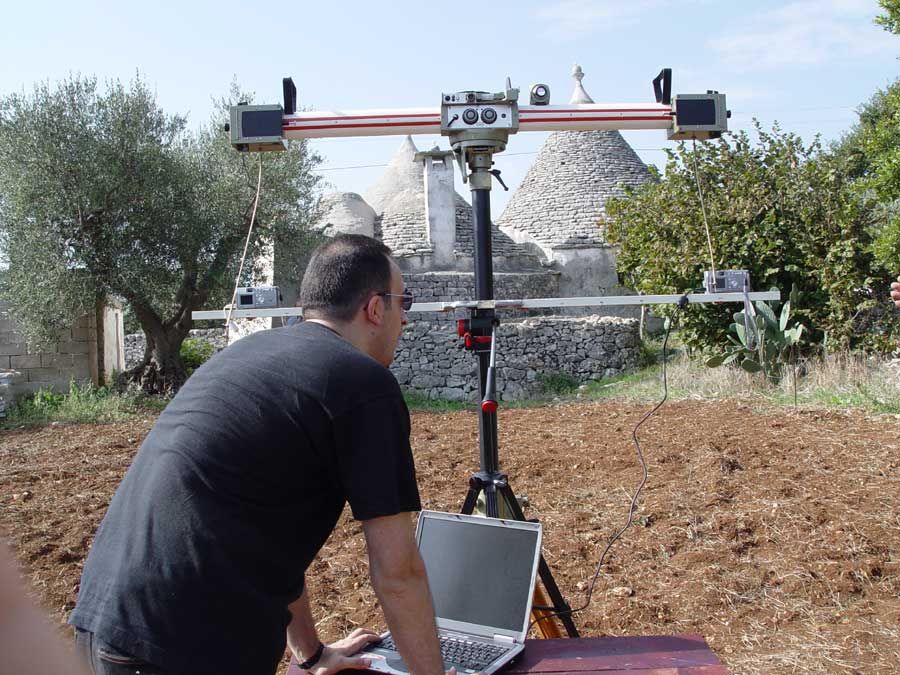
rilievo fotogrammetrico di un trullo a Martina Franca (BR) - 2004
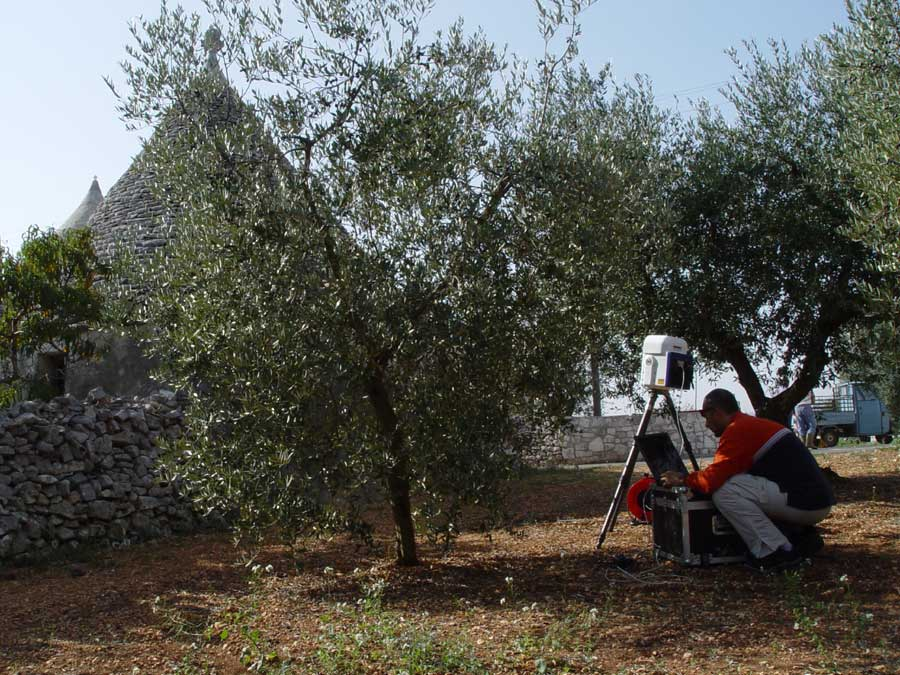
Rilievo con il laser scanner3D